# Rogier van de Weerd
 (février 2019).
Si vous disposez d'ouvrages ou d'articles de référence ou si vous connaissez des sites web de qualité traitant du thème abordé ici, merci de compléter l'article en donnant les références utiles à sa vérifiabilité et en les liant à la section « Notes et références ».
Rogier van de Weerd, né le 26 janvier 1983 à Amsterdam,, est un acteur, réalisateur, scénariste, chanteur et metteur en scène néerlandais.

## Filmographie

### Acteur

#### Cinéma et téléfilms
- 1998 : Flodder : Henkie Flodder
- 2001 : Goede daden bij daglicht : Zwart
- 2001 : Costa! (nl) : Ad
- 2002 : Tussenland (nl) : Le fils du fermier
- 2004 : Bluebird : Belager schoolplein

### Réalisateur et scénariste
- 2012 : Eddie's Kerst
- 2012 : Eddie's Bloody Valentine
- 2012 : Eddie's Happy New Year
- 2012 : Eddie's Sinterklaas Kapoentje
- 2012 : Eddie's Wraak
- 2012 : Status Plus
- 2013 : Are You N° 13: Halloween Fright Nights 2013

## Discographie

### Comédie musicales
- 1997-1999 : Charlie et la Chocolaterie : Mike
- 2000-2001 : 101 Dalmatiens : Le colonel Buldog
- 2002-2004 : Le Magicien d'Oz : Le lion lâche
- 2005-2006 : Assepoester : Metteur en scène
- 2006-2008 : Narnia : Metteur en scène , rôle du Lion
- 2008-2010 : Kruistocht in spijkerbroek : Metteur en scène